# Dugary Ndabashinze
Dugary Ndabashinze (sinh ngày 8 tháng 10 năm 1989) là một cựu cầu thủ bóng đá chuyên nghiệp người Burundi. Anh từng có 2 mùa giải thi đấu tại Việt Nam trong màu áo câu lạc bộ Becamex Bình Dương và Sài Gòn.
Ra mắt đội tuyển quốc gia Burundi vào năm 2006, Ndabashinze có tổng cộng 19 lần ra sân, ghi được 1 bàn thắng.

## Thống kê sự nghiệp

### Quốc tế
| Đội tuyển quốc gia | Năm  | Trận | Bàn |
| ------------------ | ---- | ---- | --- |
| Burundi            | 2006 | 2    | 0   |
| Burundi            | 2007 | 3    | 0   |
| Burundi            | 2008 | 5    | 0   |
| Burundi            | 2010 | 2    | 0   |
| Burundi            | 2011 | 5    | 1   |
| Burundi            | 2016 | 2    | 0   |
| Tổng               | Tổng | 19   | 1   |

| # | Ngày                | Địa điểm                                                  | Đối thủ     | Bàn thắng | Kết quả | Giải đấu                            |
| - | ------------------- | --------------------------------------------------------- | ----------- | --------- | ------- | ----------------------------------- |
| 1 | 9 tháng 10 năm 2011 | Sân vận động Félix Houphouët-Boigny, Abidjan, Bờ Biển Ngà | Bờ Biển Ngà | 1–1       | 1–2     | Vòng loại Cúp bóng đá châu Phi 2012 |